# Ochrosia fatuhivensis
Ochrosia fatuhivensis är en oleanderväxtart som beskrevs av Francis Raymond Fosberg och Sachet. Ochrosia fatuhivensis ingår i släktet Ochrosia och familjen oleanderväxter. Inga underarter finns listade i Catalogue of Life.